# Condeissiat
Condeissiat est une commune française, située dans le département de l'Ain en région Auvergne-Rhône-Alpes.

## Géographie
Bien que tout proche de la Bresse, la commune de Condeissiat est typiquement dombiste et mérite le titre de « Porte de la Dombes ». Sa superficie de 2 106 hectares se répartit en 307 hectares d'étangs et 284 hectares de bois. C'est un relief plat et l'altitude varie peu autour de 250 m. Un petit cours d'eau, l'Irance, venant de Saint-André-le-Bouchoux, traverse la commune avant d'aller se jeter dans la Veyle de Mézériat.

### Climat
Pour des articles plus généraux, voir Climat d'Auvergne-Rhône-Alpes et Climat de l'Ain.
En 2010, le climat de la commune est de type climat océanique altéré, selon une étude du CNRS s'appuyant sur une série de données couvrant la période 1971-2000. En 2020, Météo-France publie une typologie des climats de la France métropolitaine dans laquelle la commune est dans une zone de transition entre le climat semi-continental et le climat de montagne et est dans la région climatique Bourgogne, vallée de la Saône, caractérisée par un bon ensoleillement (1 900 h/an), un été chaud (18,5 °C), un air sec au printemps et en été et des vents faibles.
Pour la période 1971-2000, la température annuelle moyenne est de 11,6 °C, avec une amplitude thermique annuelle de 18 °C. Le cumul annuel moyen de précipitations est de 1 006 mm, avec 10,9 jours de précipitations en janvier et 7,8 jours en juillet. Pour la période 1991-2020, la température moyenne annuelle observée sur la station météorologique de Météo-France la plus proche, sur la commune de Marlieux à 10 km à vol d'oiseau, est de 12,2 °C et le cumul annuel moyen de précipitations est de 909,1 mm,. Pour l'avenir, les paramètres climatiques de la commune estimés pour 2050 selon différents scénarios d'émission de gaz à effet de serre sont consultables sur un site dédié publié par Météo-France en novembre 2022.

## Urbanisme

### Typologie
Au 1er janvier 2024, Condeissiat est catégorisée commune rurale à habitat dispersé, selon la nouvelle grille communale de densité à 7 niveaux définie par l'Insee en 2022.
Elle est située hors unité urbaine. Par ailleurs la commune fait partie de l'aire d'attraction de Bourg-en-Bresse, dont elle est une commune de la couronne,. Cette aire, qui regroupe 80 communes, est catégorisée dans les aires de 50 000 à moins de 200 000 habitants,.

### Occupation des sols
L'occupation des sols de la commune, telle qu'elle ressort de la base de données européenne d’occupation biophysique des sols Corine Land Cover (CLC), est marquée par l'importance des territoires agricoles (76,3 % en 2018), une proportion sensiblement équivalente à celle de 1990 (76,8 %). La répartition détaillée en 2018 est la suivante : 
zones agricoles hétérogènes (65 %), eaux continentales (9,6 %), forêts (9,3 %), prairies (9 %), espaces verts artificialisés, non agricoles (3,2 %), terres arables (2,3 %), zones urbanisées (1,7 %).
L'évolution de l’occupation des sols de la commune et de ses infrastructures peut être observée sur les différentes représentations cartographiques du territoire : la carte de Cassini (XVIIIe siècle), la carte d'état-major (1820-1866) et les cartes ou photos aériennes de l'IGN pour la période actuelle (1950 à aujourd'hui).

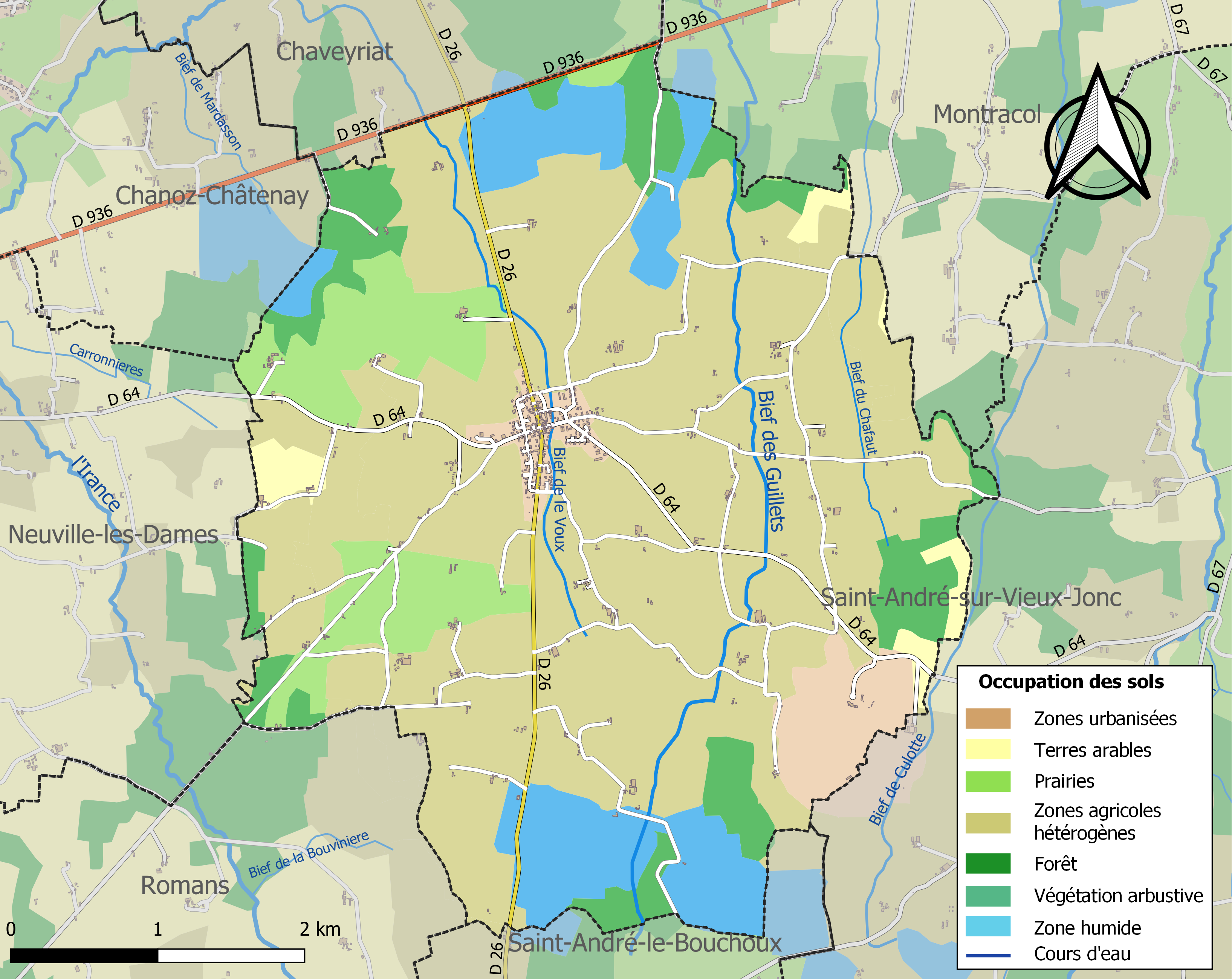
Carte des infrastructures et de l'occupation des sols de la commune en 2018 (CLC).

## Histoire
Condeissiat devient, en 1790, une commune faisant partie du canton de Châtillon-sur-Chalaronne.

## Politique et administration

### Découpage territorial
La commune de Condeissiat est membre de la communauté de communes de la Dombes, un établissement public de coopération intercommunale (EPCI) à fiscalité propre créé le 1er janvier 2017 dont le siège est à Châtillon-sur-Chalaronne. Ce dernier est par ailleurs membre d'autres groupements intercommunaux.
Sur le plan administratif, elle est rattachée à l'arrondissement de Bourg-en-Bresse, au département de l'Ain et à la région Auvergne-Rhône-Alpes. Sur le plan électoral, elle dépend du  canton de Châtillon-sur-Chalaronne pour l'élection des conseillers départementaux, depuis le redécoupage cantonal de 2014 entré en vigueur en 2015, et de la quatrième circonscription de l'Ain  pour les élections législatives, depuis le dernier découpage électoral de 2010.

### Administration municipale

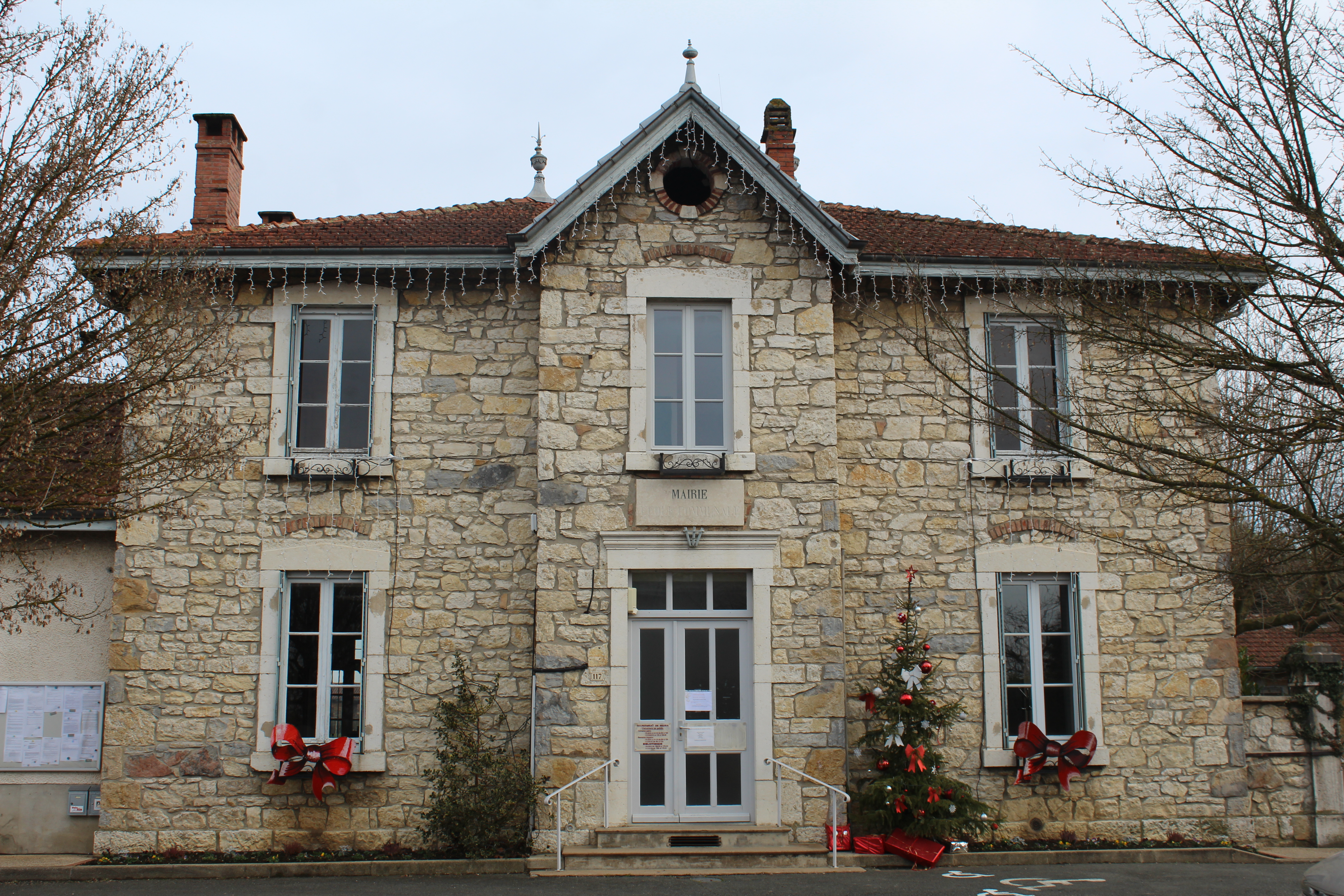
Mairie.

| Période                                  | Période  | Identité          | Étiquette | Qualité                                                     |
| ---------------------------------------- | -------- | ----------------- | --------- | ----------------------------------------------------------- |
| avant 1951                               | ?        | Paul Ricol        | MRP       | Président de la beurrerie coopérative de Neuville-les-Dames |
|                                          |          |                   |           |                                                             |
| avant 1988                               | 1995     | Guy Robin         |           |                                                             |
| 1995                                     | 2008     | Christiane Millet |           | Réélue en 2001                                              |
| 2008                                     | 2020     | Alain Dupré       |           | Réélu en 2014                                               |
| 2020                                     | En cours | Stephen Gautier   | SE        | Retraité                                                    |
| Les données manquantes sont à compléter. |          |                   |           |                                                             |

## Démographie
L'évolution du nombre d'habitants est connue à travers les recensements de la population effectués dans la commune depuis 1793. Pour les communes de moins de 10 000 habitants, une enquête de recensement portant sur toute la population est réalisée tous les cinq ans, les populations de référence des années intermédiaires étant quant à elles estimées par interpolation ou extrapolation. Pour la commune, le premier recensement exhaustif entrant dans le cadre du nouveau dispositif a été réalisé en 2004.
En 2022, la commune comptait 815 habitants, en évolution de −1,21 % par rapport à 2016 (Ain : +5,15 %, France hors Mayotte : +2,11 %).
| 1793 | 1800 | 1806 | 1821 | 1831 | 1836 | 1841 | 1846 | 1851 |
| ---- | ---- | ---- | ---- | ---- | ---- | ---- | ---- | ---- |
| 524  | 367  | 478  | 470  | 506  | 517  | 523  | 550  | 591  |

| 1856 | 1861 | 1866 | 1872 | 1876 | 1881 | 1886 | 1891 | 1896 |
| ---- | ---- | ---- | ---- | ---- | ---- | ---- | ---- | ---- |
| 611  | 642  | 693  | 704  | 819  | 833  | 849  | 823  | 799  |

| 1901 | 1906 | 1911 | 1921 | 1926 | 1931 | 1936 | 1946 | 1954 |
| ---- | ---- | ---- | ---- | ---- | ---- | ---- | ---- | ---- |
| 762  | 770  | 797  | 737  | 678  | 662  | 607  | 582  | 522  |

| 1962 | 1968 | 1975 | 1982 | 1990 | 1999 | 2004 | 2006 | 2009 |
| ---- | ---- | ---- | ---- | ---- | ---- | ---- | ---- | ---- |
| 524  | 519  | 510  | 496  | 581  | 649  | 676  | 733  | 757  |

| 2014 | 2019 | 2022 | - | - | - | - | - | - |
| ---- | ---- | ---- | - | - | - | - | - | - |
| 828  | 817  | 815  | - | - | - | - | - | - |

## Culture, patrimoine et sport

### Lieux et monuments
- L'église Saint-Julien, inscrite au registre des monuments historiques.
- Le monument aux morts indique comme un exil l'envoi du maire de Condeissiat en 1944 en camp en Allemagne où il décédera.
- Simple, le lavoir, monument vernaculaire bien représenté dans la région.

### Espaces verts et fleurissement
En 2014, la commune obtient le niveau « une fleur » au concours des villes et villages fleuris.

### Golf
Le golf de la Bresse dessiné par l'architecte Jérémy Pern a la réputation d'être l'un des plus beaux golfs de la région .